# Кубок короля Таиланда (тайский бокс)
Кубок короля — один из наиболее престижных турниров по профессиональному тайскому боксу, проводимый в категориях первого среднего веса (70 кг, 2015 год), среднего веса (72 кг, 2003-2010, 2014 годы) и тяжёлого веса (2006 год). Турнир проводится ежегодно с 5 декабря 2003 года. Он приурочен ко дню рождения короля Таиланда Рамы IX. Местом проведения турнира традиционно выступает площадь Санам Луанг в Бангкоке - перед королевским дворцом. В турнире обычно принимают участие 8 спортсменов (кроме 2006, 2014 и 2015 годов, когда участвовало всего четверо бойцов). В некоторые года финальному турниру предшествовали отборочные, которые могли проводиться сторонними промоушнами. В 2011-2013 годах турниры не проводились.

## История
В 1993 году тайский промоутер Сонгчай Ратанасубан  начал проводить вечер тайского бокса в день рождения короля. Главной идеей было организовывать поединки тайцев с иностранными бойцами, среди которых преобладали представители Франции, которых привозил промоутер Сами Кебчи. Он в свою очередь являлся организатором крупного международного турнира Le Grand Tournoi. В 2001-2004 годах Сами проводил в день рождения короля Таиланда отборочные турниры, победители которых проходили в финальный турнир во Франции. С 2003 года Сонгчай Ратанасубан организовал собственный турнир под брендом S-1 (Сонгчай № 1).

## Победители турниров

### Первый средний вес
| Год  | Победитель               |
| ---- | ------------------------ |
| 2015 | Чангпхыак Муайтайэкэдеми |

### Средний вес
| Год  | Победитель             |
| ---- | ---------------------- |
| 2014 | Тенгнынг Ситчесайрунг  |
| 2010 | Йотсэнклай Фэйртекс    |
| 2009 | Косму Алешандри        |
| 2008 | Кхем Ситсонгпхынонг    |
| 2007 | Там Матсыа             |
| 2006 | Ванлоп Ситпхолек       |
| 2005 | Ламсонгкхрам Чуватхана |
| 2004 | Кхунсык Пхечсупхапхан  |
| 2003 | Сурия С. Пхленчит      |

### Тяжёлый вес
| Год  | Победитель        |
| ---- | ----------------- |
| 2006 | Рамазан Рамазанов |